# Vincenzo Pagani

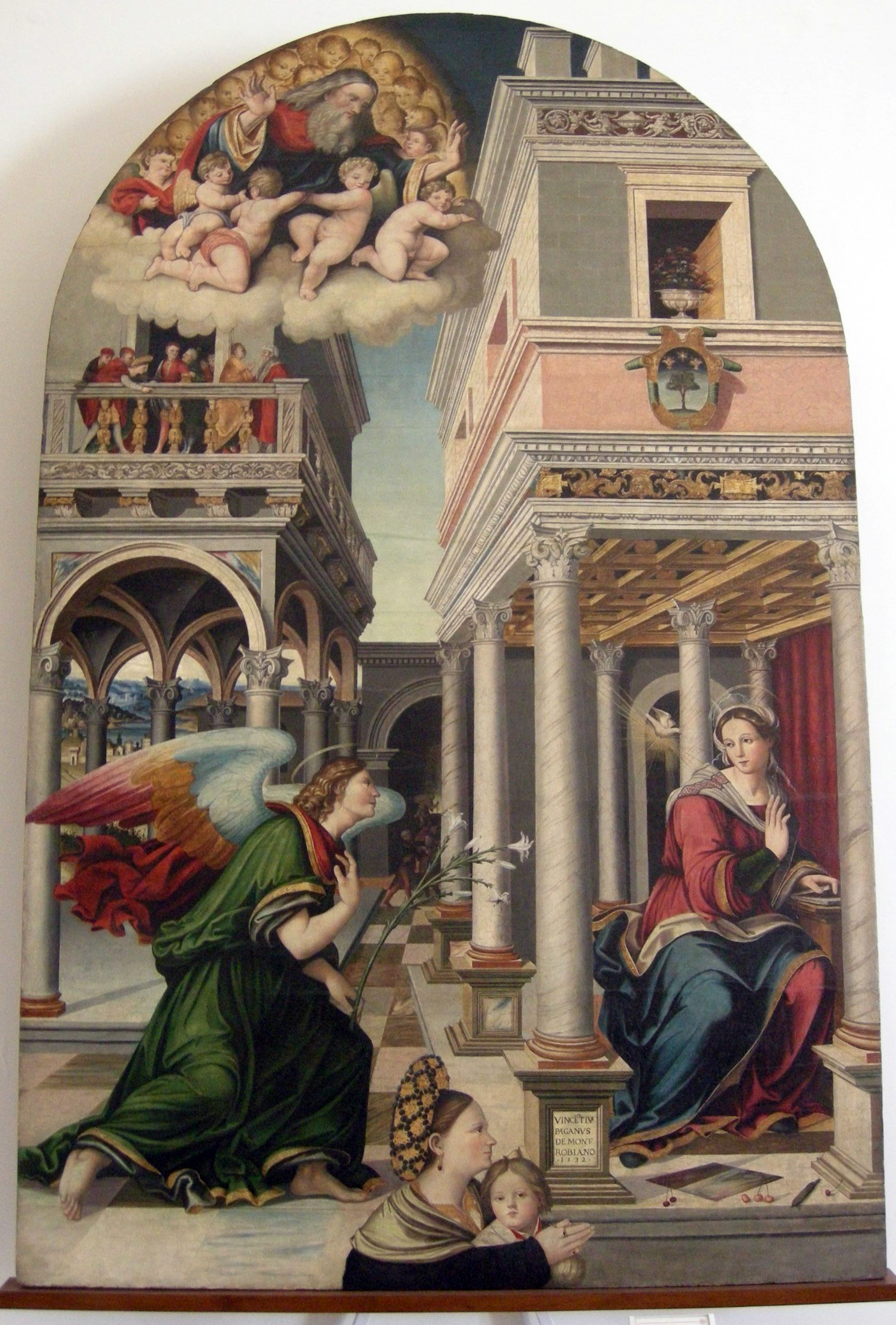
Annunciazione

Vincenzo Pagani (Monterubbiano, 1490 circa – 1568) è stato un pittore italiano.

## Biografia
Se nelle prime opere l'artista, formatosi nella bottega del padre Giovanni, in cui alle suggestioni crivellesche si uniscono le novità della pittura umbra, si rifà ai modi crivelleschi, come nella pala di Ortezzano (1510 circa), con la pala di Corridonia (Pinacoteca parrocchiale, probabilmente del 1517) l'accrescimento nella resa dei tipi e della composizione è da riferire all'esempio di Luca Signorelli, conosciuto attraverso il polittico realizzato da quest'ultimo per Arcevia. 
Dagli anni '20 il Pagani guarderà alla pittura veneta, conosciuta attraverso Antonio Solario, allora a Fermo, e attraverso Lorenzo Lotto, in quegli anni nelle Marche. Di questa fase sono la Madonna e quattro santi (Moresco) e le pale di San Ginesio, (1533-38 circa: Pinacoteca Comunale) e Ascoli Piceno (chiesa di Sant’Agostino). 
La cosiddetta Pala Oddi per la chiesa di San Francesco di Perugia (1553: oggi nella Galleria Nazionale dell'Umbria) considerata la sua ultima opera, venne realizzata insieme al Papacello.

## Opere
- Natività, Pinacoteca civica, Massa Fermana
- Santa Lucia in gloria d'angeli, Pinacoteca civica, Sarnano
- Deposizione, Pinacoteca civica, Sarnano
- Pietà, Treia
- Madonna con Bambino, San Michele Arcangelo, San Matteo e donatore, Pala d'altare, Chiesa di Santa Maria e San Ciriaco, Altidona (FM)
- Pala d'altare (1510 circa), Ortezzano
- Madonna con Bambino ed i santi Pietro e Francesco (1517), Pala d'altare, Pinacoteca parrocchiale, Corridonia
- Madonna e quattro santi, Moresco
- Madonna con Bambino in trono e Santi, Pala d'altare (1533-38), Pinacoteca Comunale, San Ginesio
- Pala Oddi (1553), Galleria Nazionale dell'Umbria, Perugia
- Madonna di San Giacomo, (1545 circa) Chiesa dei Santi Filippo e Giacomo, Montecassiano (MC)
- Assunzione della Vergine, Chiesa di Santa Maria de' letterati, Monterubbiano (FM)
- Predella d'altare (tre tavolette), Chiesa di Santa Maria de' letterati, Monterubbiano (FM)
- Tavolette, Chiesa di Sant'Agostino, Monterubbiano (FM)
- Affresco, Monte San Martino (MC)
- Ciclo di affreschi, Monte San Martino (MC)
- Pala d'altare, Sant'Antonio Abate tra Sant'Antonio da Padova e San Giobbe, Chiesa dell'Annunziata, Cossignano (AP)
- Affresco, Madonna col Bambino e San Rocco (attr.), Chiesa dell'Annunziata, Cossignano (AP)
- Affresco (frammento), la Madonna e San Rocco (attr.), Chiesa di Santa Maria della Rocca, Offida (AP)
- Annunciazione, Galleria Nazionale delle Marche, Urbino
- Deposizione, Pinacoteca Civica, Ascoli Piceno
- Crocifissione, Pinacoteca Civica, Fermo
- Madonna in trono col Bambino tra San Giovanni Evangelista e Santa Maria Maddalena, Pinacoteca Civica, Fermo
- Madonna in trono con Bambino tra i Santi Cristoforo, Sebastiano, Rocco e Nicola (1523 circa), Chiesa di Sant'Agostino, Torre di Palme (FM)
- Affresco coi Santi Agostino, Tommaso e Ubaldo vescovo di Gubbio, Chiesa di Santa Caterina, Fermo
- Affresco (frammento), Madonna addolorata e San Giovanni, Chiesa di San Francesco, Torre San Patrizio (FM)